# Глава Карачаево-Черкесской Республики
Глава Карачаево-Черкесской Республики, карач.-балк. Къарачай-Черкес Республиканы Башчысы, абаз. Къарча-Черкес Республика Ахъада, ног. Карашай-Шеркеш Республикадынъ Башкани) — высшее должностное лицо Карачаево-Черкесской Республики, глава исполнительной власти.

## История
После восстановления в 1957 году Карачаево-Черкесской автономной области в составе Ставропольского края и до весны 1990 года ведущую роль в её руководстве занимал Карачаево-Черкесский областной комитет КПСС. Однако реальное руководство автономной областью осуществлял не столько Карачаево-Черкесский обком КПСС, сколько Ставропольский крайком КПСС. Свою работу в обкоме партийные руководители рассматривали как стартовый трамплин. С началом перестройки, когда в 1985 году Генеральным секретарем ЦК КПСС стал выходец со Ставрополья Михаил Горбачёв, карачаево-черкесский и последующий ставропольский «трамплины» стали особенно актуальными.
С 1988 по июль 1991 года первым секретарём Карачаево-Черкесского обкома КПСС был Валентин Лесниченко. В марте 1990 года произошло резкое снижение влияния КПСС в связи с отменой статьи 6 Конституции СССР, которая определяла «руководящую и направляющую роль» Коммунистической партии. Как результат, первым лицом в регионе стал председатель исполкома регионального совета. Данную должность с марта 1979 года занимал Владимир Хубиев.
22 марта 1990 года Лесниченко безальтернативно был избран председателем нового состава Совета народных депутатов Карачаево-Черкесской автономной области — высшего органа представительной власти. Главой исполнительной власти — председателем исполкома — был в тот же день безальтернативно переизбран Владимир Хубиев.
30 ноября 1990 года сессия областного совета народных депутатов приняла решение о выходе из состава Ставропольского края и преобразовании в Карачаево-Черкесскую Советскую Социалистическую Республику (КЧССР) в составе РСФСР. 3 июля 1991 года это решение было утверждено Верховным Советом РСФСР. Однако, согласно ст. 104 Конституции РСФСР вопросы национально-государственного устройства Российской Федерации находились в исключительном ведении Съезда народных депутатов РСФСР.
9 августа 1991 года председателем Совета народных депутатов, после отставки Лесниченко, был избран Виктор Савельев.
3 декабря 1991 года Совет народных депутатов принял решении о воссоздании Карачаевской республики. Однако 5 декабря 1991 года сессия Совета решила провести опрос о сохранении единства Карачаево-Черкесии. До опроса все выборы были отложены.
13 января 1992 года президент РФ Борис Ельцин назначил Хубиева исполняющим обязанности главы администрации Карачаево-Черкесской ССР на срок до проведения выборов и избрания Верховного Совета Карачаево-Черкесской ССР.
21 апреля 1992 года Съезд народных депутатов России внёс поправку в Конституцию РСФСР, которая преобразовала Карачаево-Черкесскую автономную область в Карачаево-Черкесскую республику. Данная поправка вступила в силу с момента опубликования 16 мая 1992 года.
В январе 1993 года бывший облсовет был преобразован в Верховный Совет и создан Совет Министров, председателем был избран Хубиев.
28 апреля 1995 указом Б. Н. Ельцина по согласованию с Народным Собранием Хубиев был назначен Главой республики.
5 марта 1996 года депутаты единогласно приняли первую республиканскую Конституцию, разработка которой велась с 1992 года.
Таким образом до 1999 года глава республики назначался президентом. В итоге регионом 20 лет, с 1979 года, руководил Владимир Хубиев.
В апреле-мае 1999 года состоялись первые выборы президента Карачаево-Черкесии. Во втором туре был избран бывший главком Сухопутных войск Владимир Семёнов. Он получил 75 % голосов против 18 % у Дерева, однако оппозиция не признала результаты и в течение полугода оспаривала их в судах разного уровня.
В августе 2003 года состоялись вторые выборы президента Карачаево-Черкесии. Во втором туре был избран глава нацбанка республики Мустафа Батдыев. Срок полномочий составлял 5 лет.
В 2004 году прямые выборы глав регионов в России были отменены по инициативе президента РФ Владимира Путина. 11 декабря 2004 года Путин ввёл новый порядок: руководителя региона по представлению президента РФ утверждал региональный парламент. Глава государства также получил право отрешать глав регионов от должности «в связи с утратой доверия президента РФ, за ненадлежащее исполнение своих обязанностей, а также в иных случаях, предусмотренных федеральным законом».
В 2008 году срок полномочий Батдыева истёк и по новой процедуре президентом Карачаево-Черкесии стал Борис Эбзеев по представлению президента Дмитрия Медведева.
Через 2,5 года, 26 февраля 2011 года, Эбзеев досрочно ушёл в отставку. Президент Медведев назначил врио президента Карачаево-Черкесии Рашида Темрезова. А через несколько дней парламент республики утвердил Темрезова в должности президента республики на 5 лет.
В 2013 году президент РФ подписал закон, разрешающий субъектам выбирать между прямыми выборами и голосование парламенте по трём кандидатам от президента. В Карачаево-Черкесии выбрали второй вариант. Так в декабре 2013 года были внесены поправки в Конституцию Карачаево-Черкесской Республики согласно которым прямые выборы главы республики заменили процедурой назначения президентом России с избранием депутатами парламента республики. Поправки утвердил глава республики Рашид Темрезов.
27 февраля 2016 года, по истечении пятилетнего срока Темрезова президент России Владимир Путин вновь назначил его врио главы республики до избрания главы парламентом. 18 сентября 2016 года в единый день голосования все 49 депутатов парламента республики единогласно проголосовали за Темрезова. Исмель Биджев и Виктор Бородкин не получили ни одного голоса. Темрезов был утверждён в должности президента республики ещё на 5 лет.

## Порядок избрания
Порядок наделения полномочиями главы Карачаево-Черкесской Республики устанавливается законом Карачаево-Черкесской Республики от 17 ноября 1997 года N 338-ХХII «О Главе Карачаево-Черкесской Республики» в соответствии с федеральным законодательством и Конституцией Карачаево-Черкесской Республики .
Глава республики избирается депутатами Народного Собрания (Парламента) Карачаево-Черкесской Республики.
Отбор кандидатов происходит в два этапа. Сначала партии, представленные Народном Собрании или в Государственной Думе представляют кандидатов президенту России (не более трёх кандидатур). Затем президент выбирает трёх кандидатов и представляет их в Народное Собрание Карачаево-Черкесской Республики на голосование.

## Список глав и президентов Карачаево-Черкесии
| Имя              | Фото | Начало                                                                    | Конец                                                                  | Партия        |
| ---------------- | ---- | ------------------------------------------------------------------------- | ---------------------------------------------------------------------- | ------------- |
| Владимир Хубиев  |      | 28 апреля 1995 года                                                       | 25 мая 1999 года                                                       | беспартийный  |
| Владимир Семёнов |      | 14 сентября 1999 года (как глава), 25 августа 2000 года (как президент) а | 25 августа 2000 года (как глава), 4 сентября 2003 года (как президент) | беспартийный  |
| Мустафа Батдыев  |      | 4 сентября 2003 года                                                      | 4 сентября 2008 года                                                   | беспартийный  |
| Борис Эбзеев     |      | 4 сентября 2008 года                                                      | 26 февраля 2011 года                                                   | беспартийный  |
| Рашид Темрезов   |      | 26 февраля 2011 года (как президент), 7 апреля 2011 года (как глава)      |                                                                        | Единая Россия |